# Clostera dorsalis
Clostera dorsalis är en fjärilsart som beskrevs av Walker 1862. Clostera dorsalis ingår i släktet Clostera och familjen tandspinnare. Inga underarter finns listade i Catalogue of Life.